# چانسلر میلر
آرون چانسلر میلر (زاده ۱۱ مه ۱۹۹۳) بازیگر آمریکایی است. وی بیشتر به خاطر بازی در نقش اصلی در دو فیلم سه کارآگاه ، جزیره اشباح (۲۰۰۷) و راز قصر وحشت (۲۰۰۹) شناخته شده است. این فیلم ها بر اساس کتابهایی که ابتدا توسط رابرت آرتور ساخته شده است ، پایه گذاری می شوند. نمایش های تلویزیونی وی شامل نقش مهمان در این غراب ، عبور از اردن و بتی بی‌ریخته است .